# 1 + 1 + 1 + 1 + ⋯

Comportamento assíntótico da aproximação. A intercepção do eixo y ocorre em -1/2.

Em matemática, 1 + 1 + 1 + 1 + · · ·, também escrita como {\displaystyle \sum _{n=1}^{\infty }n^{0}}, {\displaystyle \sum _{n=1}^{\infty }1^{n}}, ou simplesmente {\displaystyle \sum _{n=1}^{\infty }1}, é uma série divergente, significando que sua sequência de somas parciais não converge para um limite dentro dos números reais. A sequência 1n pode ser pensada como uma série geométrica com a razão igual a 1. Diferente de outras séries geométricas com uma razão racional (exceto -1), ela não converge nem dentro dos números reais e nem dentro dos número p-ádicos para algum p. No contexto da reta de números reais estendida,{\displaystyle \sum _{n=1}^{\infty }1=+\infty \,,}já que a sua sequência de somas parciais cresce monotonicamente sem limite.
Onde a soma de n0 ocorre em aplicações físicas, às vezes ela pode ser interpretada através da regularização da função zeta. Ela é o valor da função zeta de Riemann em s=0{\displaystyle \zeta (s)=\sum _{n=1}^{\infty }{\frac {1}{n^{s}}}={\frac {1}{1-2^{1-s}}}\sum _{n=1}^{\infty }{\frac {(-1)^{n+1}}{n^{s}}}\,,}No entanto, as duas fórmulas dadas acima não são válidas em zero, sendo então necessário utilizar a extensão analítica das funções zetas de Riemann,{\displaystyle \zeta (s)=2^{s}\pi ^{s-1}\ \sin \left({\frac {\pi s}{2}}\right)\ \Gamma (1-s)\ \zeta (1-s)\!,}Usando isso obtêm-se (dado que {\displaystyle \Gamma (1)=1}),{\displaystyle \zeta (0)={\frac {1}{\pi }}\lim _{s\rightarrow 0}\ \sin \left({\frac {\pi s}{2}}\right)\ \zeta (1-s)={\frac {1}{\pi }}\lim _{s\rightarrow 0}\ \left({\frac {\pi s}{2}}-{\frac {\pi ^{3}s^{3}}{48}}+...\right)\ \left(-{\frac {1}{s}}+...\right)=-{\frac {1}{2}}\!}
em que a expansão em série de potências para ζ(s) em s = 1 é válida pois ζ(s) tem um polo simples de resíduo 1 nesse ponto. Neste sentido, 1 + 1 + 1 + 1 + · · · = ζ(0) = −1⁄2.
Emilio Elizalde apresenta uma anedota relacionada as atitudes frente as séries: 
Em um curto período menor do que um ano, dois distintos físicos, A. Slavnov and F. Yndurain, deram um seminário em Barcelona, sobre diferentes assuntos. Foi memorável que, em ambas apresentações, em dado momento o orador falou a plateia essas palavras: 'Como todos sabem, 1 + 1 + 1 + · · · = −1⁄2'. Significando talvez: Se você não sabe isso, não faz sentido continuar ouvindo.